# Now (Paul Rodgers)
Now is het derde studioalbum van Paul Rodgers (van onder andere Free en Bad Company) en zijn tweede album met origineel materiaal. Het album werd uitgebracht op 20 maart 1997. Het album is uiteindelijk bekender geworden als deel van een set van 2 CD's, genaamd Now & Live (1997). 

## Tracklist
1. Soul of Love - 4:51
2. Overloaded - 3:16
3. Heart of Fire - 4:13
4. Saving Grace - 4:51
5. All I Want Is You - 5:33
6. Chassing Shadows - 4:43
7. Love Is All I Need - 5:57
8. Nights Like This - 5:19
9. Shadow of the Sun - 5:23
10. I Lost It All - 5:53
11. Holding Back the Storm - 4:54

## Charts
De single Soul of Love bereikte de 15e plaats in de Billboard Mainstream Rock Tracks.